# Șarpe
Șerpii (Serpentes) sunt un subordin de reptile fără membre din ordinul Squamata. Câteva specii de șerpi sunt veninoase și toți șerpii sunt carnivori.
Șerpii sunt animale apode și târâtoare.
Șerpii, cunoscuți și sub numele de ofidieni, sunt reptile cu solzi a căror principală caracteristică este mobilitatea unică a oaselor faciale, forma lungă a corpului și lipsa membrelor. Capul, trunchiul și coada sunt acoperite de solzi duri. Partea caracteristică a scheletului unui șarpe este craniul: articulațiile maxilarelor au un ligament extrem de elastic, ceea ce le dă o mobilitate extraordinară. Astfel se explică de ce șarpele își poate mișca gura în toate direcțiile și o poate deschide extrem de larg, reușind să înghită o pradă mult mai mare decât propriul său cap. Dinții îl ajută să muște și să fixeze prada, dar nu pot mesteca, prin urmare șarpele trebuie să își înghită prada întreagă. Șerpii urcă și coboară printre crengi, se cațără, înoată și se scufundă cu o agilitate extraordinară, tocmai datorită excepționalei mobilități a coastelor și vertebrelor. Șerpii au aspecte foarte diferite și s-au adaptat astfel încât trăiesc în aproape orice nișă ecologică, excepție făcând doar regiunile polare. Aproximativ 3 000 de specii de șerpi sunt neveninoase și își folosesc colții îndreptați pentru a apuca și fixa prada. . Deși mici la număr, șerpii veninoși sunt și ei răspândiți în întreaga lume, cu precădere în regiunile tropicale, și sunt echipați cu colți special adaptați, pe care îi folosesc pentru a injecta veninul în pradă.

## Anatomia

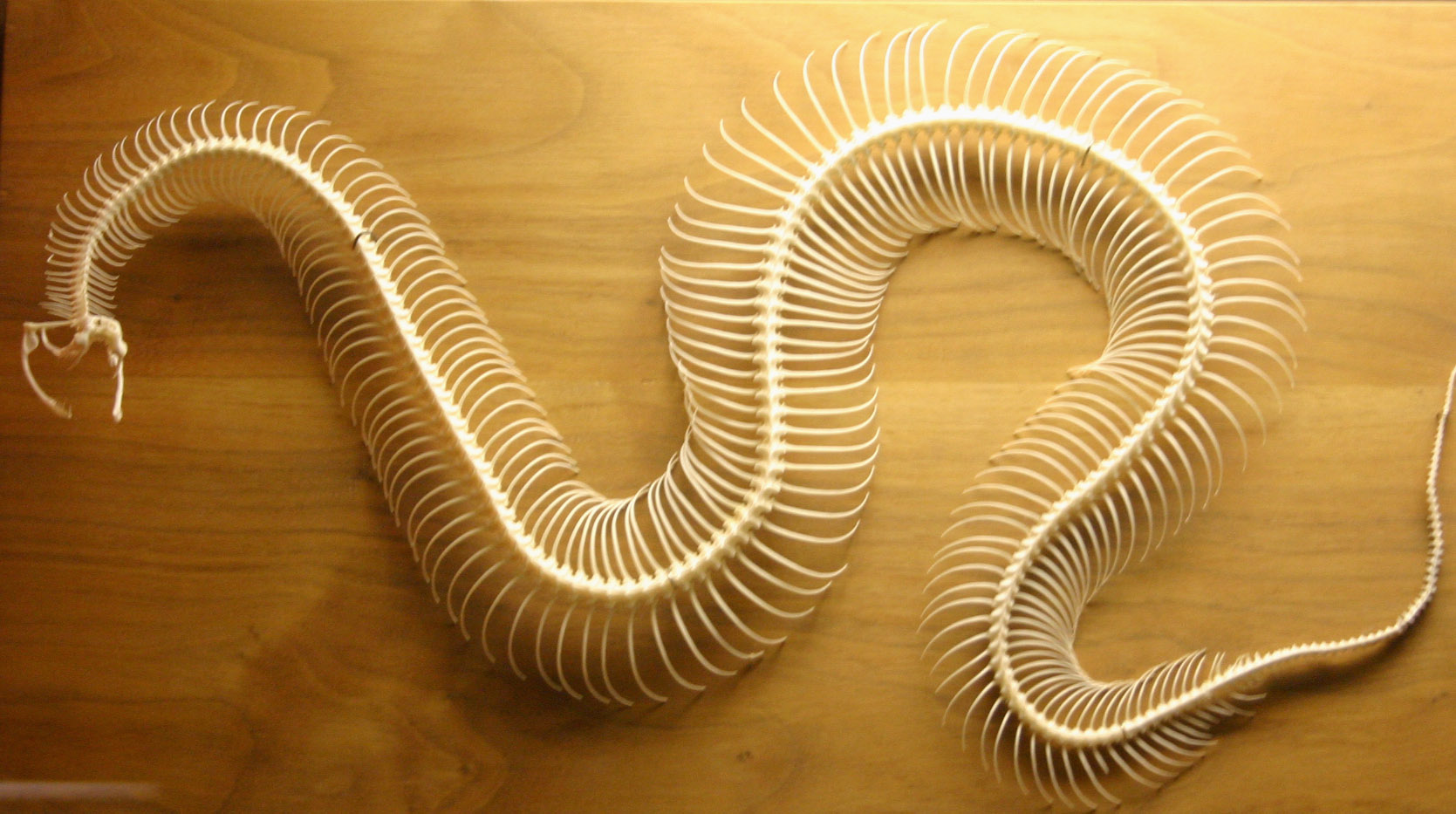
Scheletul unui șarpe

- Au schelet; corpul conține numeroase vertebre, fiecare dintre ele atașată de o pereche de coaste care, într-un fel, substituie membrele, deoarece se termină cu o formațiune musculară conectată de partea ventrală, pe care șarpele se deplasează. Corpul lung și zvelt al unui ofidian nu conține niciodată mai puțin de 100 vertebre, ajungând uneori să conțină chiar peste 500.
- Se deplasează cu ajutorul mușchilor. Deplasarea lor generală este cea în zig-zag. Cu ajutorul mușchilor și vertebrelor, ei aproape plutesc deasupra nisipului deșertului.

Ochii au ploapele unite, privirea fixă și nu clipesc. Văzul este dezvoltat. Ei văd în infraroșu, adică văd căldura corpului altor animale.
Urechile nu au pavilioane. Șerpii nu aud, ci doar simt vibrațiile cu ajutorul limbii.
Mirosul este foarte bine dezvoltat. Limba este lungă, bifurcată și servește la miros.
Modul de viață este terestru la cea mai mare parte a șerpilor și acvatică la șarpele de apă.

## Reproducerea
Înmulțirea șerpilor constă în depunerea ouălor în găuri în nisip, pentru protejarea și încălzirea lor. Majoritatea șerpilor depun ouă, dar unii nasc pui vii. Spre deosebire de ouăle păsărilor, cele de șarpe au învelișul flexibil, pielos. Puii de șarpe au un fel de dinte ascuțit pe bot, cu ajutorul căruia ies din ou.

## Răspândirea

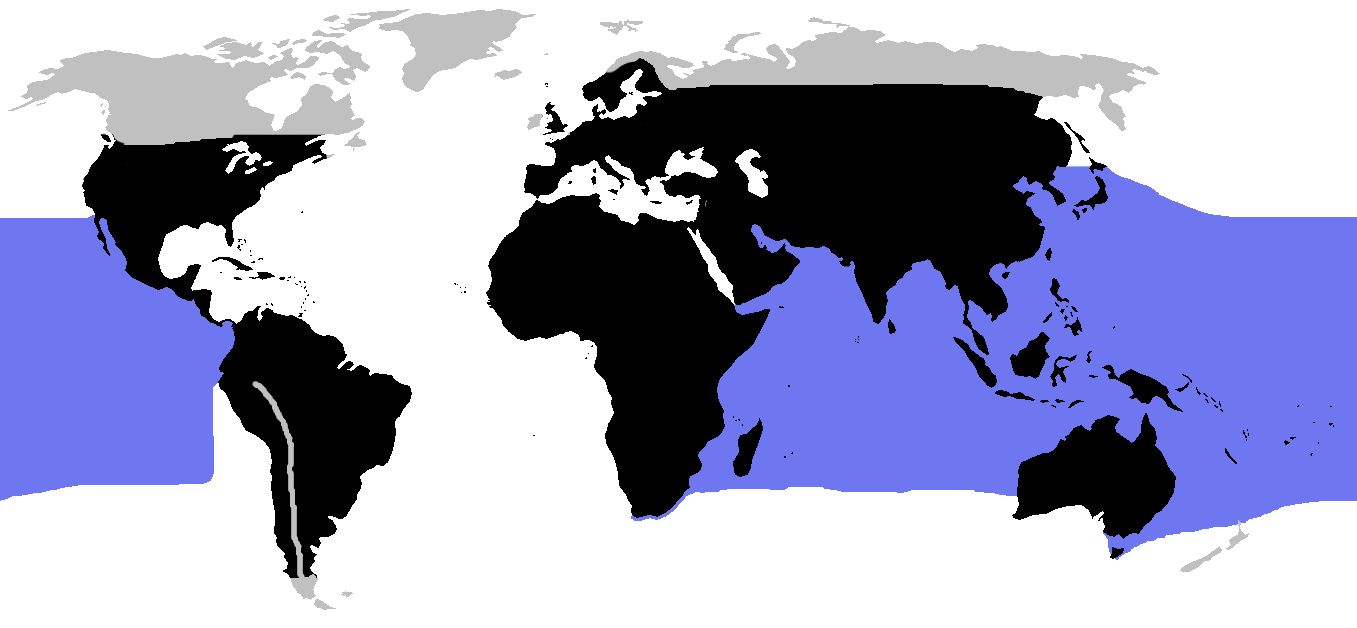
Habitatul șerpilor

Șerpii se găsesc în absolut orice tip de mediu, de la cele mai uscate și mai aride deșerturi până la cele mai umede păduri tropicale. Sunt în special răspândite în regiunile tropicale și subtropicale din Africa, Asia, Australia și cele două Americi, pentru că aici temperaturile sunt mai ridicate și există o mare diversitate de specii cu care se pot hrăni. Multe specii de șerpi trăiesc in arbori, dar altele preferă să trăiască pe sol, în mlaștini sau în câmp deschis. Există șerpi marini care își petrec aproape toată viața în largul oceanului. Cum reptilele au nevoie de căldura mediului, aria de răspândire a acestora este limitată de temperatură și ele sunt din ce în ce mai puțin răspândite pe măsură ce ne apropiem de poli. Chiar și în zonele cu ierni grele și perioade îndelungate de frig, există însă multe specii de reptile, care rezistă datorită capacității de hibernare. Spre deosebire de multe alte animale terestre, care produc căldura vitală a corpului din energia pe care și-o iau din alimente, reptilele nu își pot genera propria căldură corporală. Ele sunt animale care se bazează pe căldura mediului înconjurător pentru a-și menține temperatura corpului la parametri constanți. Multe specii își petrec intervale lungi de timp făcând băi de soare, adesea aplatizându-și corpul, pentru a putea crește suprafața care este încălzită de soare. Ca urmare, reptilele își pot menține metabolismul la un nivel mult mai scăzut.

## Hrana

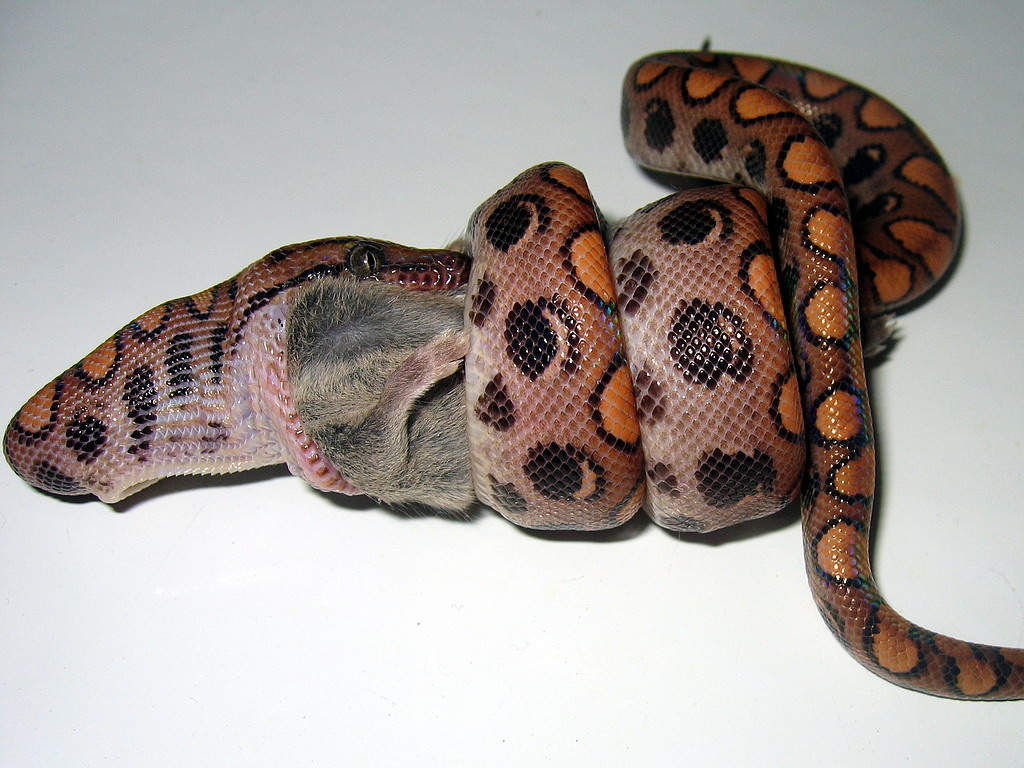
Șarpe Boa Curcubeu înghițind un șoarece

Se hrănește cu broaște, șoareci, șopârle, insecte și cu alti serpi. Înghite și animale mai voluminoase decât corpul sau datorită ligamentului elastic, care leagă 
cele două jumătăți ale mandibulei și a osului patrat. În repaus acesta are poziție orizontală. Când șarpele se hrănește, osul are poziție verticală, mărind cavitatea bucală. Dinții curbați spre interior rețin prada. Alunecarea hranei prin faringe și esofag se datorează elasticității acestor organe, secreței de salivă și lipsei sternului.

## În România

### Șerpi rari de dimensiuni mari
În comuna constănțeană Cuza Vodă, în iunie 2011, a fost semnalat un șarpe, care potrivit declarațiilor martorilor, avea cca 5 m lungime și capul de mărimea unei broaște țestoase medii. Un specialist a declarat că este posibil să fie un șarpe boa constrictor, adăugând că în urmă cu sute de ani a existat o astfel de specie în Dobrogea, încă se credea că această specie a dispărut din zonă. Exemplare de mărime similară au fost semnalate periodic și în Munții Măcinului. Cercetătorii spun că ar mai exista doar cca 10 exemplare în România.

### Specii din România

#### InfraordinulHenophidia

##### FamiliaBoidae
- Eryx jaculus turcicus (Olivier 1801) = Șarpe de nisip, Boa de nisip

##### FamiliaColubridae
- Natrix natrix natrix (Linnaeus 1758) = Șarpele de casă
- Natrix tessellata (Laurenti, 1768) = Șarpele de apă
- Dolichophis caspius (Gmelin, 1789) sau Coluber jugularis caspius Gmelin, 1789 = Șarpele rău, Șarpele cu abdomenul galben
- Elaphe sauromates (Pallas, 1811) sau Elaphe quatuorlineata sauromates (Pallas, 1814) = Balaur, Balaur dobrogean, Șarpele cu patru dungi răsăritean
- Zamenis longissimus (Laurenti, 1768) sau Elaphe longissima longissima (Laurenti, 1768) = Șarpele lui Esculap
- Coronella austriaca austriaca (Laurenti 1768) = Șarpele de alun

##### FamiliaViperidae
- Vipera ammodytes ammodytes (Linnaeus 1758) = Vipera cu corn, Vipera cu corn bănățeană
- Vipera ammodytes montandoni Boulenger 1904 = Vipera cu corn dobrogeană
- Vipera berus berus (Linnaeus 1758) = Vipera, Vipera comună
- Vipera berus bosniensis (Boettger, 1889) = Viperă bosniacă - prezența în România discutabilă
- Vipera nikolskii sau Vipera berus nikolskii (Vedmederya, Grubant & Rudajewa 1986) = Vipera lui Nikolsky
- Vipera renardi renardi (Christoph 1861) sau Vipera ursinii renardi (Cristoph, 1861) = Vipera de stepă Renard - prezența în România discutabilă, unii autori consideră populațiile din România ca aparținând subspeciei Vipera ursinii moldavica
- Vipera ursinii rakosiensis Méhely, 1894 = Vipera de fâneață
- Vipera ursinii moldavica Nilson, Andrén & Joger, 1993 = Vipera de stepă moldavă

## Clasificare

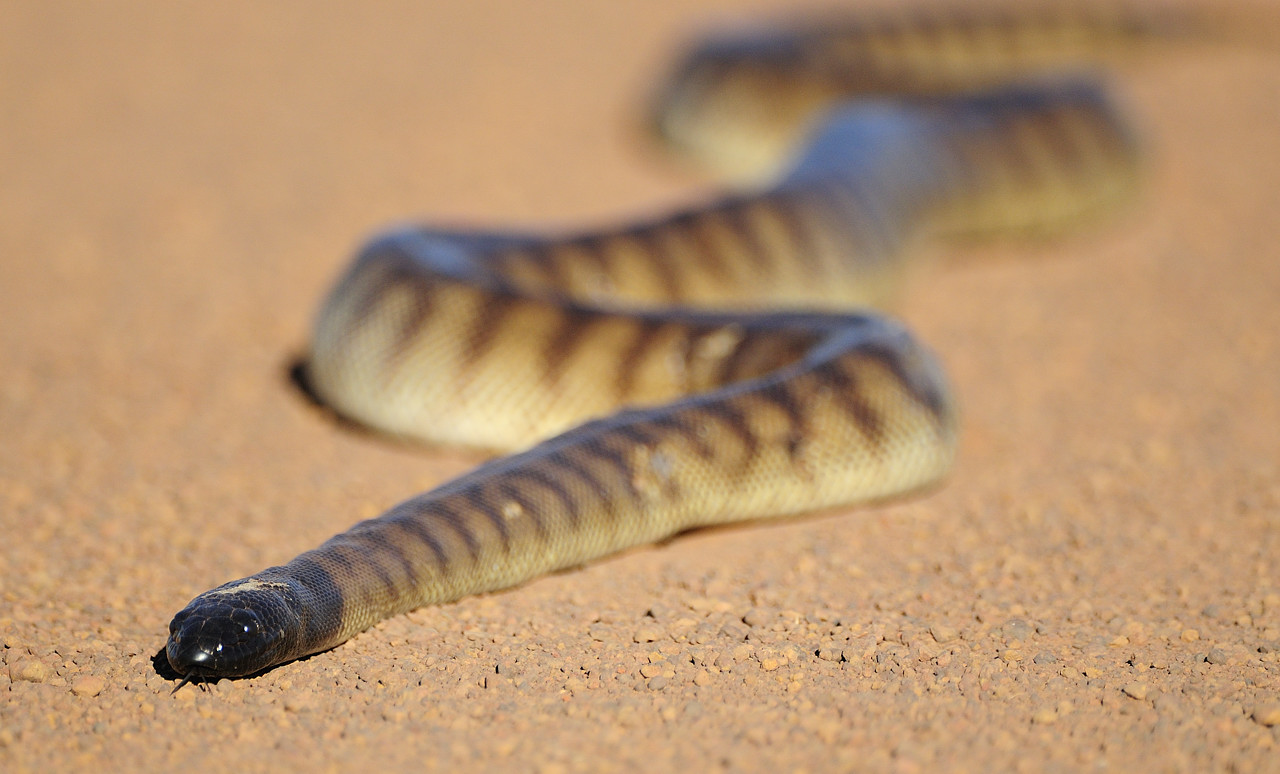
Pitonul cu cap negru (Aspidites melanocephalus), specie de șarpe din familia Pythonidae

### InfraordinulAlethinophidia
- Suprafamilia Henophidia
  - Familia Aniliidae
  - Familia Anomochilidae
  - Familia Boidae
  - Familia Bolyeridae
  - Familia Cylindrophiidae
  - Familia Loxocemidae
  - Familia Pythonidae
  - Familia Tropidophiidae
  - Familia Uropeltidae
  - Familia Xenopeltidae
- Suprafamilia Xenophidia
  - Familia Anomalipidae
  - Familia Leptotyphlopidae
  - Familia Typhlopidae

### InfraordinulScolecophidia
- Suprafamilia Typhlopoidea
  - Familia Acrochordidae
  - Familia Atractaspididae
  - Familia Colubridae (năpârca)
  - Familia Elapidae
  - Familia Hydrophiidae
  - Familia Viperidae (vipera)

## Simbolistică
| Imagine indisponibilă                                                           |  | Imagine indisponibilă                                         |
| Bustul faraonului Amenhotep al III-lea purtând coroană dublă însoțită de cobră. |  | Eva și șarpele, gravură de Heinrich Aldegrever (1502-1555/61) |

Șarpele: este simbolul creștin al răului, al lui Lucifer, îngerul căzut. Conform Vechiului Testament, șarpele din grădina Raiului a ispitit-o pe Eva să guste din pomul Cunoștinței Binelui și Răului (Geneza 3:1-7), acest lucru conducând la căderea protopărinților Adam și Eva din Rai (Geneza 3:23-24).
Conform Evangheliei după Ioan (Ioan 3:14) lucrarea de mântuire a lui Hristos este simbolizată de șarpele ridicat de Moise în pustie. În Vechiul Testament (Numeri 21:6-9) se povestește cum Moise a ridicat în pustie un șarpe de bronz care scăpa de la moarte pe cei care priveau către acest șarpe. Biblia spune că Moise a făcut asta conform poruncii primite de la Dumnezeu.
În civilizatia egipteană, era purtat pe capetele faraonilor pentru că dădea oamenilor aceeași cunoaștere a binelui și răului.